# Pirâmide de Querés

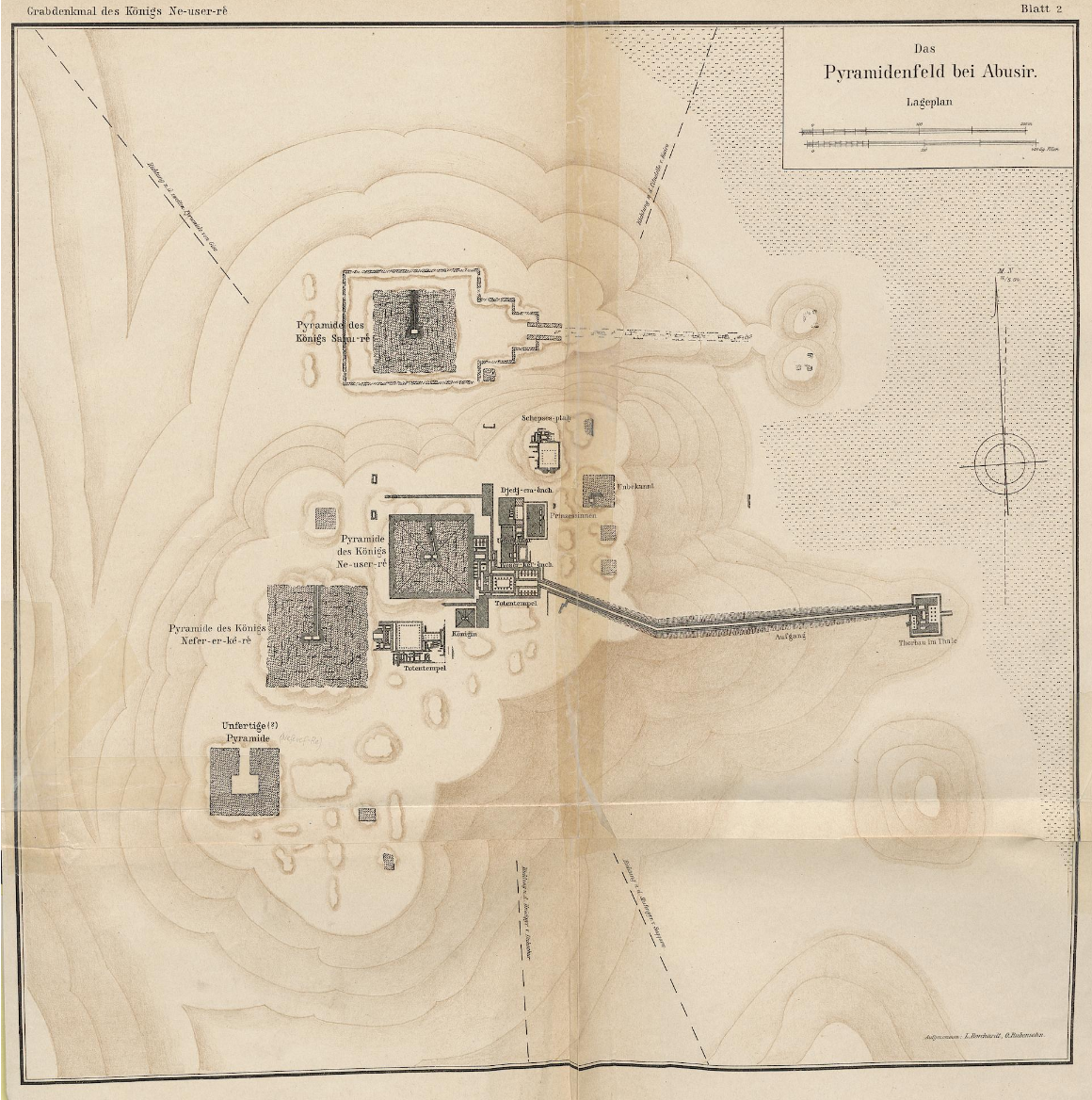
Um mapa da necrópole de Abusir, por L. Borchardt e O. Rubensohn, mostrando a localização, de norte a sul, das pirâmides inacabadas de Sefrés, Niuserré, Nefericaré e Neferefré

A pirâmide de Querés é um complexo piramidal inacabado do século XXV a.C. construído para o faraó egípcio Querés da Quinta Dinastia. A pirâmide inacabada de Querés é a terceira e última construída na diagonal de Abusir – uma linha figurativa que conecta as pirâmides de Abusir com Heliópolis – da necrópole, localizada a sudoeste da pirâmide de Neferircaré.
A pirâmide foi rapidamente convertida em uma mastaba quadrada ou monte primitivo após a morte prematura de Querés. No período entre sua morte e a mumificação, um templo mortuário de calcário improvisado, orientado de norte a sul, foi construído em uma faixa de plataforma originalmente destinada ao invólucro da pirâmide. Não está claro quem construiu esta fase inicial do templo, embora selos de argila encontrados em sua vizinhança sugiram que pode ter sido o efêmero governante Sisires quem o encomendou. Durante o reinado de Niuserré, irmão mais novo de Querés, o templo foi ampliado duas vezes. Na segunda fase, construída em tijolos de barro, o templo foi significativamente estendido para o leste, um corredor transversal que levava a cinco depósitos foi adicionado, assim como dez depósitos de dois andares no lado norte do templo e, mais significativamente, um salão hipostilo. Continha vinte e duas ou vinte e quatro colunas de madeira, todas perdidas, e muitas estátuas de pedra e madeira do governante, das quais fragmentos foram encontrados. Uma estatueta de pedra calcária de Querés significativo entre essas estátuas, pois apresenta um motivo anteriormente conhecido apenas de uma única estátua de Quéfren. Os elementos usuais de um hall de entrada, pátio com colunas e cinco estátuas de nicho foram abandonados, embora o hall de entrada e o pátio com colunas tenham sido adicionados durante a terceira fase da construção.

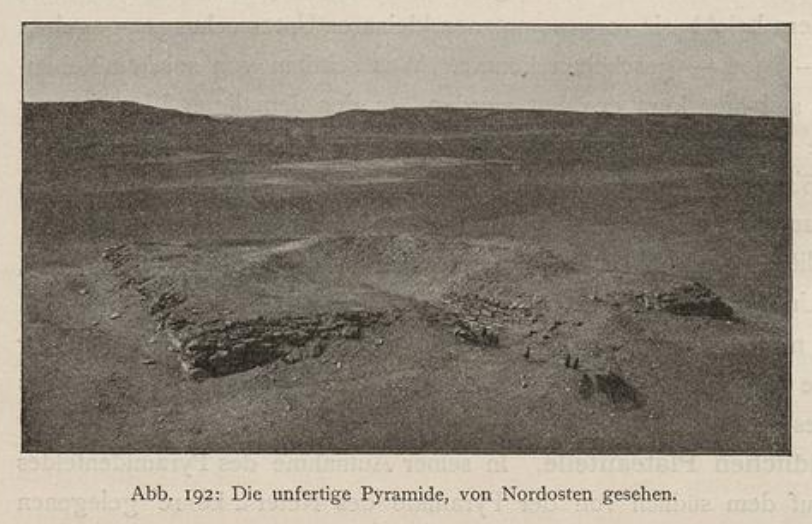
A fotografia de Borchardt da pirâmide de Querés

A sudeste do templo mortuário, um grande edifício retangular de tijolos de barro foi descoberto. Este foi revelado ser "o Santuário da Faca", um matadouro que servia para o abate ritual de animais como oferendas para o culto mortuário. O Abusir Papyri preserva um evento onde 130 touros foram abatidos durante um festival de dez dias. No reinado de Teti na Sexta Dinastia , o matadouro havia sido fechado com tijolos e desativado. O culto mortuário do rei cessou suas atividades após o reinado de Pepi II, mas foi brevemente revivido na XII dinastia Do Reino Novo ao século XIX, o monumento foi periodicamente cultivado de sua pedra calcária. Apesar disso, o complexo continua sendo um dos mais bem preservados do Reino Antigo. Em sua subestrutura, os escavadores encontraram fragmentos de um sarcófago de granito vermelho e da múmia de Querés, que morreu por volta dos vinte a vinte e três anos de idade. A tumba mastaba de Quentecaus III, provavelmente a esposa de Querés, foi descoberta perto de sua pirâmide inacabada em Abusir. Dentro da subestrutura foram recuperados fragmentos de uma múmia, que se determinou pertencer a uma mulher de vinte anos. Seu nome e títulos foram encontrados gravados em Baugraffiti, incluindo o título de "mãe do rei". A identidade deste rei não foi encontrada registrada na epigrafia de sua tumba, mas provavelmente se refere a Menquerés ou Sisires.